# Meneca Huitoto
 I Meneca Huitoto sono un gruppo etnico della Colombia e del Perù, con una popolazione stimata di circa 1700 persone. Questo gruppo etnico è principalmente di fede animista e parla la lingua Huitoto, Minica (codice ISO 639: HTO).
Vivono nei pressi del fiume Caquetá sulla Isla de los Monos e sul fiume Caguan vicino Sanvicente del Cagua. Sono correlati al gruppo dei Murui Huitoto.